# A Neighbor's Keyhole
A Neighbor's Keyhole è un cortometraggio muto del 1918 prodotto e diretto da Henry Lehrman.

## Produzione
Il film fu prodotto dalla Fox Film Corporation (come Sunshine Comedies).

## Distribuzione
Distribuito dalla Fox Film Corporation, il film - un cortometraggio in due bobine - uscì nelle sale cinematografiche USA il 5 maggio 1918.